# NGC 1690
NGC 1690 في الفهرس العام الجديد، هي مجرة، تقع في كوكبة الجبار. اكتشفت في 13 مارس 1831 بواسطة جون هيرشل.

## روابط خارجية
- NGC 1690 على موقع ويكي سكاي: DSS2, SDSS, GALEX, IRAS, Hydrogen α, X-Ray, Astrophoto, Sky Map, Articles and images